# 952
Cette page concerne l'année 952  du calendrier julien.
L'année 952 est une année bissextile qui commence un jeudi.

## Événements
- Offensive byzantine contre l'émir Hamdanide d'Alep Ali Sayf al-Dawla en Cilicie et en Mésopotamie (952-959)[1].

- Achot III Bagratouni succède à Abas sur le trône d’Arménie. Il transporte la capitale à Ani[2]. Commence alors l’âge d’or de l’Arménie (952-1064)[3].

### Europe
- 21 janvier : Otton Ier confirme la réforme monastique entreprise par l'évêque Bérenger de l'abbaye Saint-Vanne de Verdun, communauté de chanoines depuis 870 environ[4].

- 3 février : le roi Louis IV d'Outremer et son épouse Gerberge séjournent à Reims[5].
- Février : Otton Ier quitte la Lombardie et rentre en Allemagne par le col du Grand-Saint-Bernard avec son épouse Adélaïde de Bourgogne[6].
- 7 août : Bérenger II et son fils Adalbert rendent hommage à Otton Ier pour le royaume d'Italie à la diète d'Augsbourg[7]. Les marches d'Aquilée et de Vérone sont données au duc Henri de Bavière[8].
- 9 août : Gontran le Riche, comte de Basse-Alsace, est privé de ses fiefs par Otton Ier pour haute trahison à la diète d'Augsbourg. Son fils Lancelin s’installe en Argovie et sera peut-être à l’origine de la dynastie des Habsbourg[9].
  - Pendant l'assemblée d'Augsbourg, le fils d'Otton Ludolphe de Souabe fomente une révolte contre son père avec Conrad le Roux, duc de Lotharingie, et de l'archevêque de Mayence Frédéric[10],[11].
- 17 décembre [12]: Gilbert de Chalon devient comte principal de Bourgogne à la mort d'Hugues le Noir (fin en 956).

- À la mort d'Alain II dit Barbe-Torte, duc de Bretagne, son fils Drogon lui succède sous la régence de Thibaud Ier de Blois et Foulque II d'Anjou, qui se partagent la Bretagne[13] (ou sous la seule régence de Thibaud[14]).
- La guerre se rallume entre les partisans de Hugues le Grand et ceux Louis IV d'Outremer. Hugues prend et incendie le fort de Mareuil, sur la Marne, avec l'aide de Conrad le Roux, duc de Lotharingie. L'archevêque Artaud de Reims, aidé par le roi Louis IV d'Outremer et l’aide du comte Renaud de Roucy reprend le fort après leur retrait. Le roi Louis ravage ensuite les terres de Gauthier, seigneur de Vitry, qui lui a fait défection et s'est donné au comte Herbert III de Vermandois[15].
- Le roi norvégien Óláfr Kvaran (Anlaf) est chassé d'York et retourne en Irlande[16]. Il renonce définitivement à réunir les royaumes de Dublin et d’York.
- Date traditionnelle de la fondation de la ville de Châtellerault (castrum Araldi) par le vicomte Airaud[17].
- Réforme monastique de l'abbaye Saint-Basle de Verzy[18].